# Les Doigts croches
Pour plus de détails, voir Fiche technique et Distribution.
Les Doigts croches est un film réalisé par Ken Scott sorti en 2009.

## Synopsis
Charles Favreau (Roy Dupuis), Donald Quintal (Patrice Robitaille), Conrad Côté (Claude Legault), Eddy Papini (Paolo Noël), Isidore Dubois (Jean-Pierre Bergeron) et Jimmy Frost (Gabriel Sabourin) ont été les meilleurs amis du monde dans les années 1950, à Montréal, tous ayant le vol et l'escroquerie dans le sang. En sortant de prison en 1960, ils accomplissent le vol du siècle : braquer une banque. Mais alors que la police débarque, tous votent pour que Jimmy s'enfuit seul avec l'argent, alors que les autres écopent de quatre ans de prison. Lorsqu'ils en sortent enfin, Jimmy leur indique que pour ravoir l'argent, ils devront accomplir le pèlerinage de Saint-Jacques-de-Compostelle et « changer pour le mieux ». Commence alors leur longue route vers ce dont ils rêvent plus que tout : leur part du butin.

## Fiche technique
- Titre original : Les Doigts croches
- Réalisation : Ken Scott
- Scénario : Ken Scott
- Musique : Nicolas Errèra
- Conception visuelle : Danielle Labrie
- Décors : Lyne Chénier
- Costumes : Ginette Magny
- Maquillage : Caroline Oclander, Andrea Marque, Larysa Chernienko
- Coiffure : Cristobal Renteria, Soledad Di Michele, Martin Lapointe
- Photographie : Allen Smith
- Son : Luciano Bertone, Olivier Léger, Michel B. Bordeleau, Dominique Delguste, Emmanuel Desguez
- Montage : Monica Coleman
- Production : André Rouleau, Richard Goudreau, Conrado Del Re, Matias Mendelevich et Nathalie Gastaldo
- Société de production : Caramel Films, Melenny Productions, Pan-Européenne, BA Films
- Sociétés de distribution : Remstar, Alliance Atlantis
- Budget : 5,5 millions $ CA[1]
- Pays de production :  Canada,  France,  Argentine
- Langue originale : français
- Format : couleur — format d'image : 2,35:1
- Genre : comédie
- Durée : 108 minutes
- Dates de sortie :
  - Canada : 21 juillet 2009 (première à St-Hyacinthe au Québec)[2]
  - Canada : 27 juillet 2009 (première montréalaise en clôture du 27e festival Juste pour rire à la salle Wilfrid-Pelletier de la Place des Arts)[3]
  - Canada : 31 juillet 2009 (sortie en salle au Québec)
  - Canada : 1er décembre 2009 (DVD)
  - France : 9 décembre 2009 (Cinéma du Québec à Paris)[4]
  - États-Unis : janvier 2010 (Festival international du film de Palm Springs)
  - États-Unis : 7 février 2010 (Festival international du film de Santa Barbara)[5]

## Distribution
- Roy Dupuis : Charles Favreau
- Patrice Robitaille : Donald Quintal
- Claude Legault : Conrad Côté
- Paolo Noël : Eddy Papini
- Jean-Pierre Bergeron : Isidore Dubois
- Aure Atika : Madeleine Vadnais
- Gabriel Sabourin : Jimmy Frost
- Andrea Bonelli (es) : Mme Amenabar, la dame des passeports
- Jorge Sabaté : l'abbé Carmet
- Harry Havilio (es) : le vieil alcoolique

## Production
Ken Scott a approché lui-même les comédiens qu'il désirait pour interpréter sa bande de malfrats. « J'ai vraiment travaillé le casting avec minutie. Je voulais des personnages très différents les uns des autres, mais, en même temps, je recherchais une unité ».

## Accueil critique
- La journaliste Isabelle Houde, du quotidien La Presse, a déclaré : « Avec une brochette d'artistes comme Roy Dupuis, Patrice Robitaille, Claude Legault, Paolo Noël et Jean-Pierre Bergeron, Ken Scott n'a pas à envier les autres productions. Il n'a surtout pas à les envier car il a entre les mains un petit bonbon de film, à la fois léger dans son traitement naïf et intelligent dans son contenu, qui porte à réfléchir. » en plus de lui décerner la cote de 4 étoiles[6]
- Le journaliste Brendan Kelly, du journal anglophone The Gazette, écrit quant à lui: « This gentle, offbeat comedy showcases the sort of smart, low-key humour that made the Scott-penned La Grande Séduction (2003) such a delight. [...] 3 stars out of 5 »[7]